# Vareuse
Pour les articles homonymes, voir Marinière (vêtement).

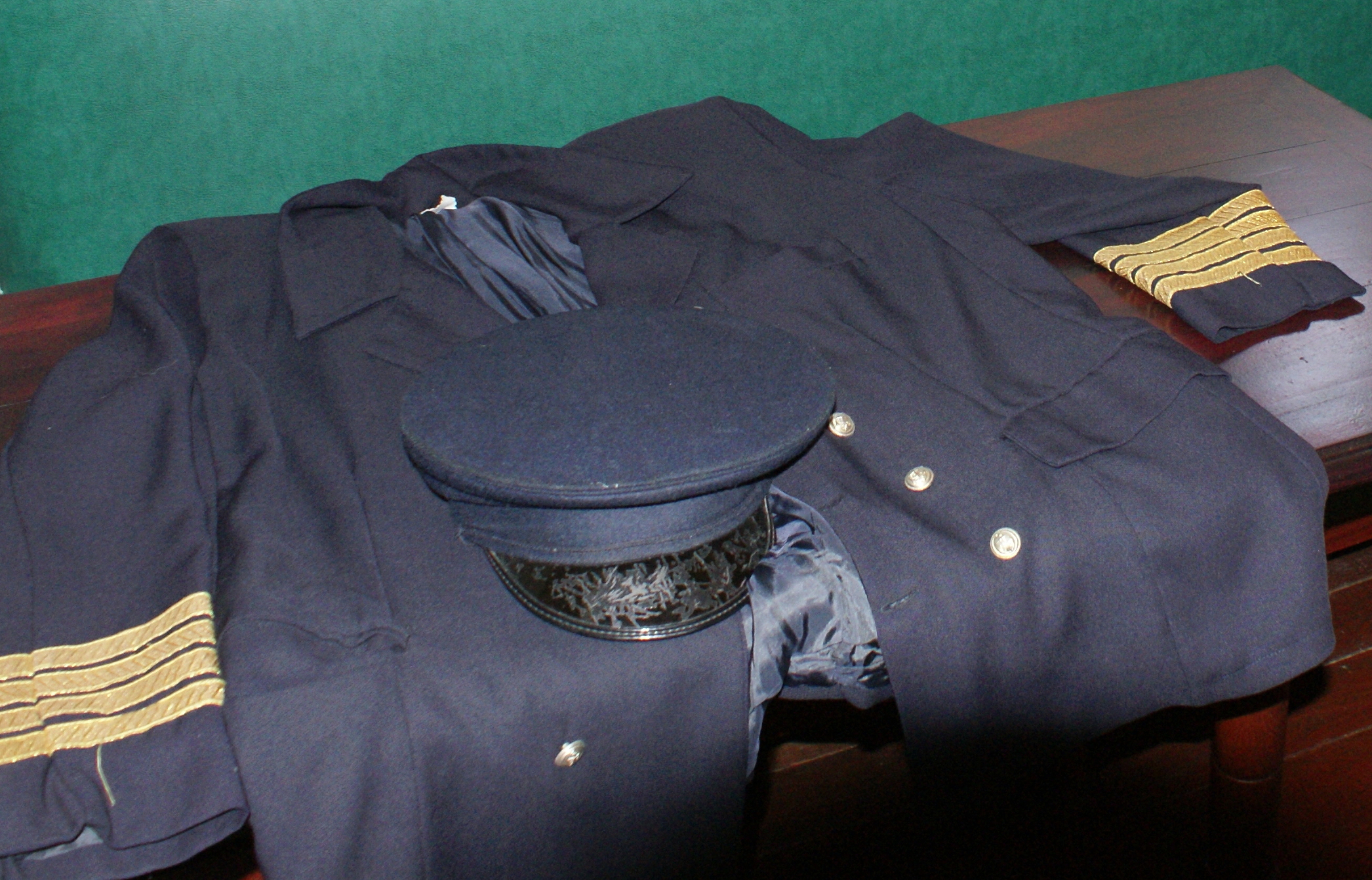
Vareuse de commandant.

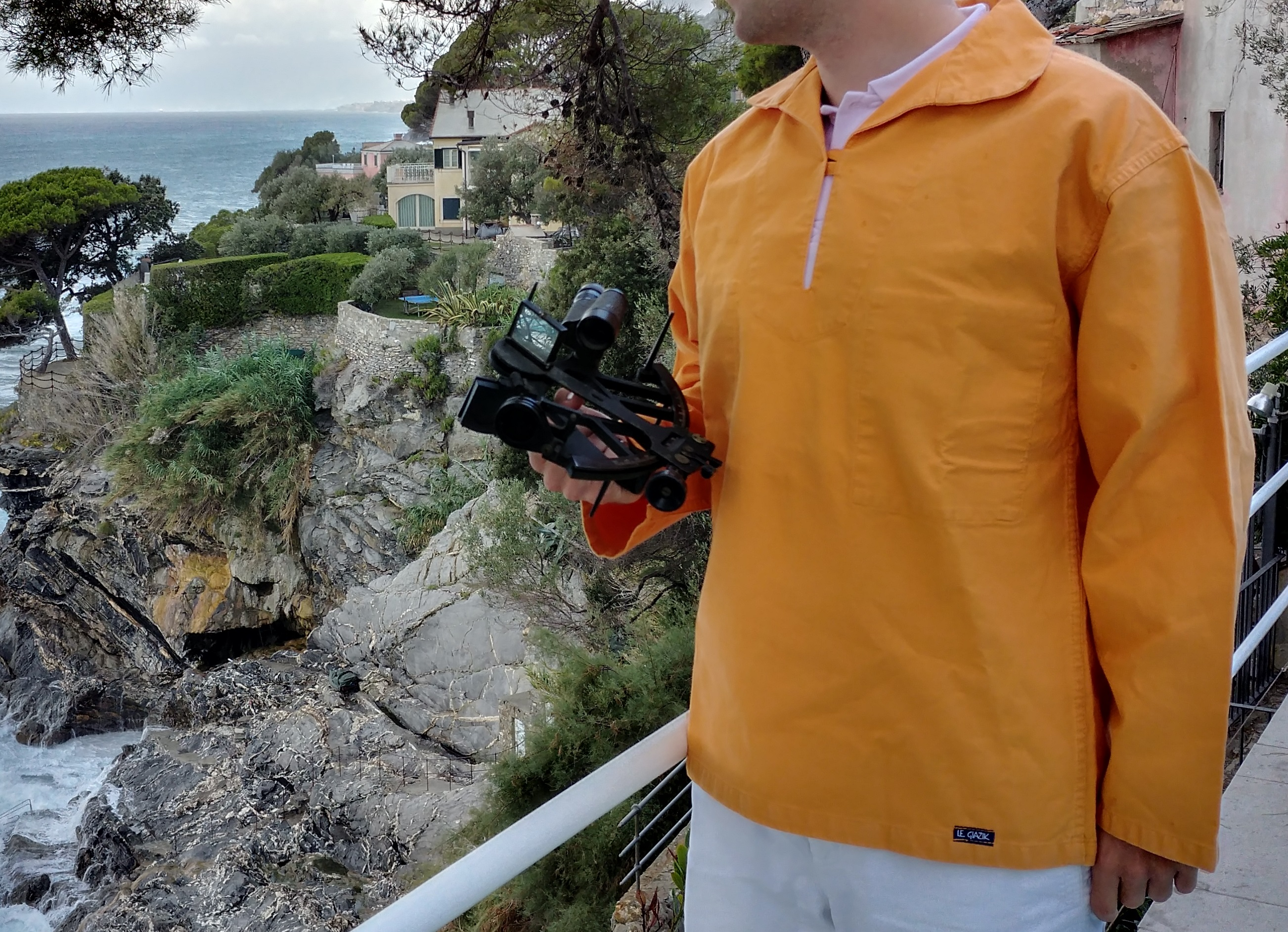
Vareuse bretonne authentique, toile en coton très résistante, autrefois la même que les voiles des bateaux.

Une vareuse est une courte blouse de grosse toile, pour les marins et les pêcheurs. C'est aussi la veste de certains uniformes militaires, notamment pour matelots et quartier-maîtres de la Marine nationale. Elle peut se porter avec un pantalon à pont.

## Description
La vareuse typique bretonne est un vêtement caractéristique au col fendu sur le devant pouvant être maintenu par un bouton situé à l'intérieur, comportant une ou deux poches à l'intérieur. Le bouton se trouve à l'intérieur car les métiers de la mer nécessitaient un vêtement dont l'avant ne présentait aucune aspérité pour éviter de se prendre dans les cordages et les mailles des filets. Ce concept se trouve aussi dans le pantalon à pont.
Elle est faite d'un tissu très serré pour couper du vent (toile qui était autrefois celle des voiles des bateaux, réutilisée pour sa résistance et dans un souci d'économie). Souvent, elle est réversible (un côté mer, un côté terre) : le côté sale/usé associé au vêtement de travail, le côté propre était porté en ville ou le dimanche car bien s'habiller en société était encore très présent jusqu'au milieu du XXe siècle, souvent associé à l'appellation « l'habit du dimanche ». 
Les couleurs ont elles aussi une histoire et ne sont pas uniquement un effet de mode : elles permettaient aux marins de se reconnaitre entre eux car chaque port / village possédait une couleur attitrée. Couleurs vives ou sombres, elles permettaient aussi aux marins de vérifier le bon respect des zones de pêches. La patine de la toile avec le temps permettait aussi de différencier les jeunes marins des anciens. 

## Histoire

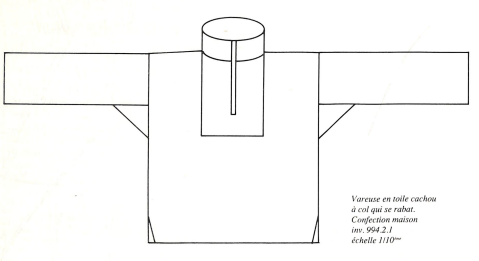
Vareuse en toile cachou à col qui se rabat, confection maison, XXe siècle, Musée des pêcheries, Fécamp, inv.994.2.1

La vareuse naît dans l’histoire des vêtements des marins-pêcheurs, et notamment ceux de Terre-Neuve. C’est au XVIe siècle que des vêtements spécifiques aux marins naissent. Au XVIIe siècle, les marins portent comme vêtement de protection un surtout à capuche « qui descend jusqu’aux cuisses avec un cotillon de même étoffe, le tout couvert par un grand tablier ». 

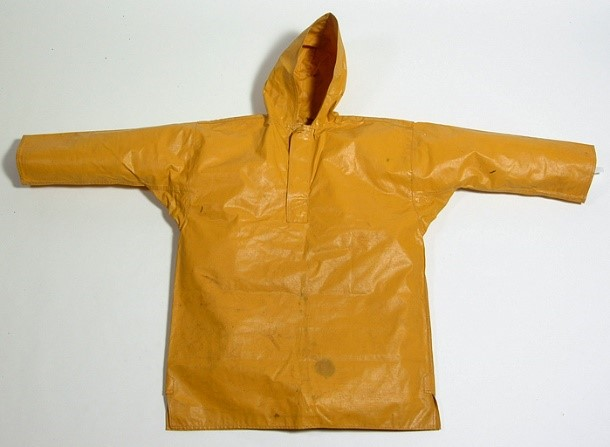
Vareuse en toile cirée d'Henri Calvez, Finistère, toile cirée, début XXe siècle, Musée de Bretagne, Rennes.

C’est au XVIIIe siècle que naît la vareuse. En effet, ce siècle voit le début de l’usage du coton qui caractérise ce vêtement. Le terme « vareuse » apparait et désigne une courte blouse de toile. Elle est portée avec les chausses marinières qui protègent les jambes. Au XIXe siècle, la vareuse suit les innovations du temps et est faite en coton huilé (ou ciré) ce qui la rend imperméable. Au XXe siècle enfin, les toiles enduites de vinyle ou de plastique sont utilisées pour faire les vêtements de protection extérieurs. Le tissu de coton de la vareuse n'est donc plus huilé. Elle se porte alors sous la veste cirée jaune imperméable, pour se protéger du froid. A l’origine, la vareuse est en toile cachou, c’est-à-dire une toile de coton teinté à la noix d’arec qui lui donne une teinte tabac, et qui rend le coton imputrescible. On portait néanmoins différentes couleurs selon le port dont on venait : le noir pour la Hollande, le bleu à Boulogne et Dieppe, le rouge à Concarneau, l’écru à Arcachon. La coupe variait aussi selon les lieux de fabrication, mais elle restait assez sommaire, en rectangles assemblés.

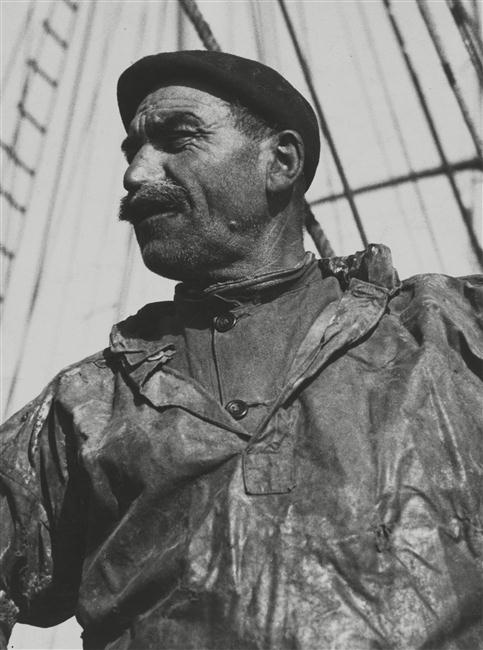
Pêcheur sur un terre-neuvas, François Kollar, 1931, épreuve gélatino-argentique, Centre Pompidou, Réunion des Musées Nationaux-Grand Palais (rmn.fr)

La vareuse bretonne pour les marins pêcheurs professionnels comme pour les plaisanciers, ou même plus récemment le grand public, est encore largement produite. Historiquement, les marins la fabriquaient eux-mêmes à partir d'anciennes voiles.  À partir de 1874, la Marine nationale en habille ses matelots et quartier-maitres, la taillant dans de la laine bleue. La forme définitive de la vareuse qu'on connaît de nos jours est fixée en 1911 (« coupe plus ajustée, sans doublure et à col en V » note Le Figaro Magazine).
La vareuse blanche portée par les marins comme le personnage de Maxence (Jacques Perrin) dans le film Les Demoiselles de Rochefort (1967) est créée en 1913. Ce vêtement se portait auparavant sous la vareuse de couleur.
Toujours fabriquée (100 % en France) par la marque quimpéroise Le Glazik depuis 1928,, elle s'est depuis beaucoup exportée et démocratisée dans les collections de nombreuses marques, parfois n'ayant pas de lien historique avec ce produit ou les vêtements marins, à partir des années 1990 (période à partir de laquelle la mode du vêtement de bord de mer s'est développée).
Certains parlent aussi de vareuse dans le cas de vêtements d'intérieur ou de sport amples et confortables.

## En Belgique
En Belgique francophone, une vareuse désigne communément le vêtement de sport, souvent numéroté, utilisé dans les sports collectifs, appelé « maillot » en France.
Dans le dialecte traditionnel de Bruxelles, « vareuse » signifie un pull-over (voir les versions locales des Bijoux de la Castafiore de la série Les Aventures de Tintin).